# كنعان إنجين
كنعان إنجين (بالتركية: Kenan Engin)‏ هو مؤلف وكاتب تركي، ولد في 1974 في برتك في تركيا.